# Larissa Manoela
Larissa Manoela, all'anagrafe Larissa Manoela Taques Elias Santos (Guarapuava, 28 dicembre 2000), è un'attrice e cantante brasiliana.
È nota soprattutto per aver interpretato svariati ruoli da protagonista in molte serie televisive per ragazzi e telenovelas brasiliane tra cui: Maria Joaquina in Carrossel, le gemelle Isabela e Manuela protagoniste in Cúmplices de um Resgate e Mirela in 'As Aventuras de Poliana. Nel 2022 ha debuttato nella rete TV Globo nella soap opera Além da Ilusão, dove ha interpretato le protagoniste Elisa e Isadora.

## Filmografia parziale

### Televisione
- Carrossel - telenovela (2012-)

## Discografia

### Album in studio
- Com Você (2014)
- Além do Tempo (2019)
- Larissa Manoela A Milhao (2022)